# Leb' ich oder leb' ich nicht
Leb' ich oder leb' ich nicht (in tedesco, "Io vivo o non vivo") BWV Anh 191 è una cantata di Johann Sebastian Bach.

## Storia
Pochissime le informazioni che si hanno su questa cantata. Sia il testo, in cinque movimenti, che la musica sono andati completamente perduti.